# Catherine Fonteney
Marie Alexandrine Catherine Corriol, dite Catherine Fonteney, est une actrice française, née le 23 juin 1879 à Paris 10e et morte le 29 avril 1966 à Dijon. Elle a été sociétaire honoraire de la Comédie-Française.
L'acteur et humoriste Francis Blanche était son neveu.

## Biographie
Catherine Fonteney naît en 1879 sous le nom de « Marie Alexandrine Catherine Corriol » dans le 10e arrondissement de Paris, fille de Marthe Corriol, 21 ans, et de Paulin Marius Fontaine qui la légitime lorsqu'elle a 2 ans, lors du mariage des parents le 2 juin 1882.

## Filmographie partielle

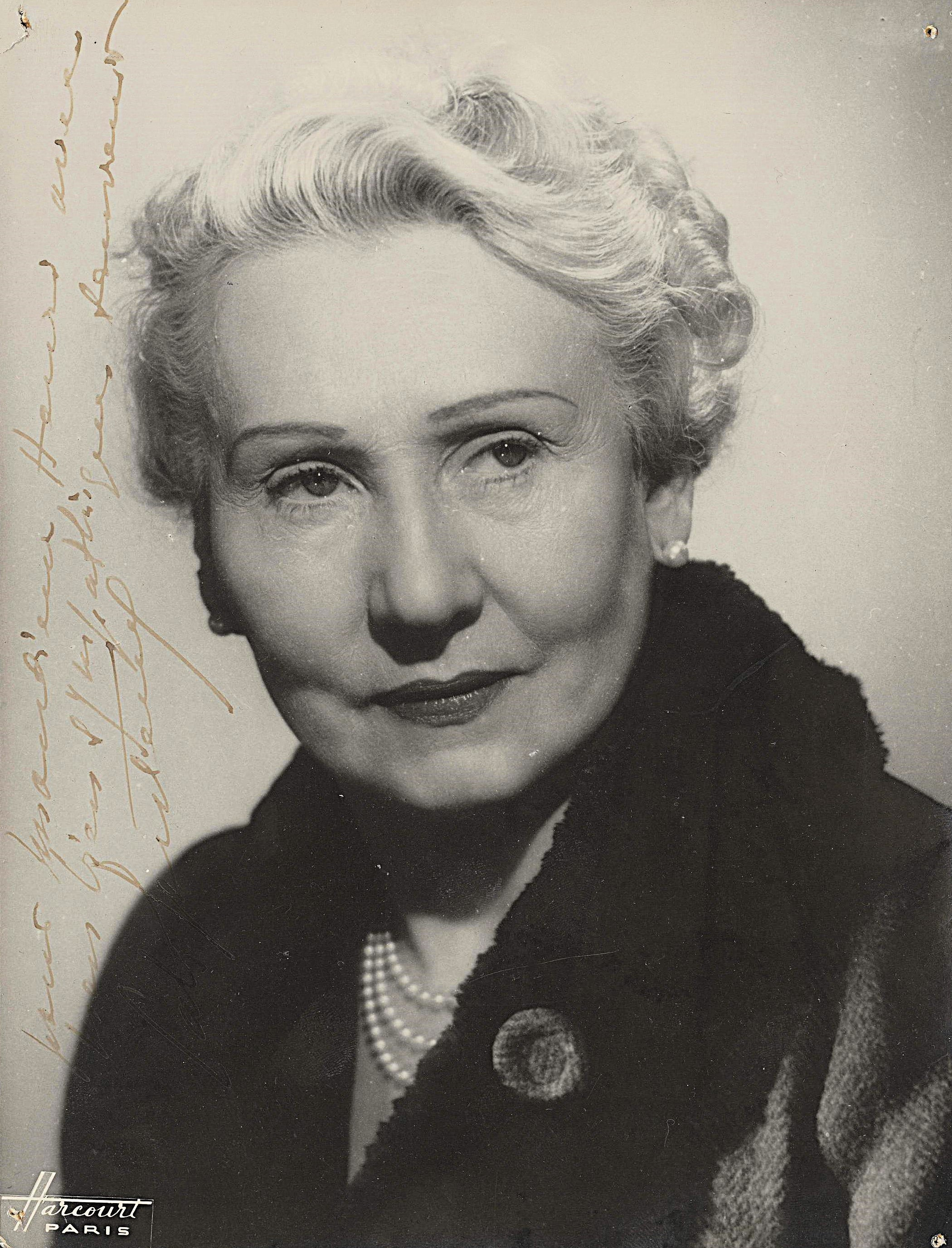
Portrait de Catherine Fonteney par Le Studio Harcourt avec autographe.

- 1909 : L'Assommoir d'Albert Capellani : Virginie
- 1909 : Le Drame des Charmettes (court métrage anonyme)
- 1909 : L'Évasion de Monsieur de La Valette (court métrage anonyme)
- 1910 : Les Caprices de Marion de Georges Monca
- 1910 : Ferragus d'André Calmettes
- 1910 : L'Intrigante de Albert Capellani
- 1911 : Le Feu au couvent de Gaston Benoît et Georges Monca
- 1911 : L'Intrigante (ou L'Institutrice) d'Albert Capellani
- 1911 : L'Heureux Accident (ou L'Accident)
- 1913 : L'Illustre Mâchefer de Louis Feuillade : madame Mâchefer
- 1913 : Les Millions de la bonne de Louis Feuillade
- 1914 : L'Aiglon d'Émile Chautard
- 1914 : L'amour passe de Léon Poirier
- 1914 : L'Indépendance de la Belgique 1830 d'Émile Chautard
- 1914 : Le Nid de Léon Poirier
- 1914 : La Carotte (court métrage anonyme)
- 1914 : La Famille Boléro de Georges Monca et Charles Prince
- 1917 : Madame Cicéron, avocate de Félix Léonnec
- 1919 : Perdue de Georges Monca : Hermine de Beaurenon
- 1920 : Mademoiselle de La Seiglière d'André Antoine : la baronne de Vaubert
- 1921 : Le Crime de Lord Arthur Savile de René Hervil
- 1921 : Fromont jeune et Risler aîné d'Henry Krauss[2]
- 1921 : Molière, sa vie, son œuvre de Jacques de Féraudy
- 1923 : Romain Kalbris de Georges Monca
- 1923 : Le Secret de Polichinelle de René Hervil
- 1924 : Nantas d'Émile-Bernard Donatien
- 1926 : Le Diable au cœur de Marcel L'Herbier : madame Bucaille
- 1932 : Poil de Carotte de Julien Duvivier : madame Lepic
- 1934 : La Chanson de l'adieu de Géza von Bolváry et Albert Valentin
- 1934 : Poliche d'Abel Gance : Louise Méreil
- 1934 : Prince de minuit de René Guissart
- 1934 : L'ai-je bien gagné ? de Pierre-Jean Ducis (court métrage)
- 1934 : Les Précieuses ridicules de Léonce Perret (moyen métrage)
- 1934 : Un soir à la Comédie-Française de Léonce Perret (moyen métrage)
- 1935 : Divine de Max Ophüls : madame Jarisse
- 1935 : Promesses de René Delacroix
- 1935 : La Tendre Ennemie de Max Ophüls : la mère
- 1935 : Les Beaux Jours de Marc Allégret : la directrice
- 1936 : L'Homme de nulle part de Pierre Chenal : Delphine Pescatore, la veuve
- 1937 : Une femme sans importance de Jean Choux
- 1938 : Le Cœur ébloui de Jean Vallée
- 1938 : L'Entraîneuse d'Albert Valentin : madame de Saint-Leu
- 1938 : Grand-père de Robert Péguy : madame Mercourt
- 1938 : Le Héros de la Marne d'André Hugon : l'infirmière
- 1938 : La Route enchantée de Pierre Caron
- 1941 : Andorra ou les Hommes d'airain d'Émile Couzinet : la religieuse
- 1941 : La Duchesse de Langeais de Jacques de Baroncelli : la princesse de Blamont-Chauvry
- 1941 : La Symphonie fantastique de Christian-Jaque : madame Berlioz
- 1942 : L'Ange gardien de Jacques de Casembroot : la cousine Noémie
- 1942 : Le Brigand gentilhomme d'Émile Couzinet : doña Mercedès
- 1942 : La Femme perdue de Jean Choux : madame Valin
- 1942 : Forte Tête de Léon Mathot : la gouvernante
- 1942 : Mahlia la métisse de Walter Kapps : madame de Roussière
- 1943 : Au Bonheur des Dames d'André Cayatte : madame Aurélie
- 1943 : Le Bal des passants de Guillaume Radot : madame Ozanne
- 1944 : La Rabouilleuse de Fernand Rivers : madame Brideau
- 1945 : L'Ange qu'on m'a donné de Jean Choux : la directrice de la Croix-Rouge
- 1945 : Le Gardian de Jean de Marguenat : la grand-mère Léa
- 1948 : Le Diable boiteux de Sacha Guitry : la princesse de Chalais
- 1948 : L'Inconnu d'un soir d'Hervé Bromberger : la princesse
- 1949 : Le Jugement de Dieu de Raymond Bernard : une bourgeoise
- 1950 : Bel Amour de François Campaux : madame Moulin
- 1950 : Sous le ciel de Paris de Julien Duvivier : la dame des Invalides
- 1951 : La Demoiselle et son revenant de Marc Allégret : Hortense de Beauminet
- 1951 : Caroline chérie de Richard Pottier : la vieille belle
- 1951 : Procès au Vatican d'André Haguet : mère Geneviève
- 1953 : Les Amoureux de Marianne de Jean Stelli : la belle-mère de Berton
- 1958 : Drôles de phénomènes de Robert Vernay : madame de Saint-On
- 1959 : J'irai cracher sur vos tombes de Michel Gast
- 1960 : Une aussi longue absence d'Henri Colpi : Alice

## Théâtre

### Avant la Comédie-Française
- 1908 : Le Passe-partout de Georges Thurner, théâtre du Gymnase
- 1909 : L'Ane de Buridan de Robert de Flers et Gaston Arman de Caillavet, théâtre du Gymnase
- 1909 : La Petite Chocolatière de Paul Gavault, théâtre de la Renaissance
- 1911 : L'Enfant de l'amour de Henry Bataille, théâtre de la Porte-Saint-Martin
- 1913 : La Folle enchère de Lucien Besnard, théâtre de la Renaissance
- 1913 : La Gloire ambulancière de Tristan Bernard, Comédie des Champs-Élysées
- 1913 : Le Veau d'or de Lucien Gleize, mise en scène Henri Beaulieu, Comédie des Champs-Élysées
- 1913 : La Belle Aventure de Gaston Arman de Caillavet, Robert de Flers et Étienne Rey, théâtre du Vaudeville
- 1916 : Hortense a dit : « Je m'en fous ! » de Georges Feydeau, théâtre du Palais-Royal
- 1916 : Le Poilu, comédie-opérette de Raymond Hennequin et Pierre Veber, théâtre du Palais-Royal
- 1917 : Le Compartiment des dames seules de Raymond Hennequin et Georges Mitchell, théâtre du Palais-Royal

### Comédie-Française
Entrée à la Comédie-Française en 1919, à l'âge de 40 ans
Sociétaire de 1930 à 1945
382e sociétaire
Sociétaire honoraire en 1946
- 1920 : L'Amour médecin de Molière, Comédie-Française
- 1920 : Hernani de Victor Hugo, Comédie-Française
- 1920 : Le Repas du lion de François de Curel, Comédie-Française
- 1920 : Maman Colibri d'Henry Bataille, Comédie-Française
- 1921 : Le Florentin(fragments) de Jean de La Fontaine : Agathe
- 1921 : Le Passé de Georges de Porto-Riche, Comédie-Française
- 1922 : Vautrin d'Edmond Guiraud d'après Honoré de Balzac, Comédie-Française
- 1922 : L'Amour veille de Gaston Arman de Caillavet et Robert de Flers, Comédie-Française
- 1922 : L'Ivresse du sage de François de Curel, mise en scène Marie-Thérèse Piérat : Rosalie Mazel
- 1923 : Le Carnaval des enfants de Saint-Georges de Bouhélier, Comédie-Française
- 1923 : Rosalie de Max Maurey
- 1923 : Monsieur Brotonneau de Robert de Flers et Gaston Arman de Caillavet : Thérèse Brotonneau
- 1924 : Molière et son ombre de Jacques Richepin, Comédie-Française
- 1924 : La Reprise de Maurice Donnay, Comédie-Française
- 1925 : Hedda Gabler d'Henrik Ibsen, Comédie-Française
- 1925 : Les Corbeaux d'Henry Becque, Comédie-Française
- 1925 : L'École des quinquagénaires de Tristan Bernard, Comédie-Française
- 1925 : Fantasio d'Alfred de Musset, Comédie-Française
- 1926 : Le Pèlerin de Charles Vildrac, Comédie-Française
- 1926 : Le Secret de Polichinelle de Pierre Wolff, mise en scène Charles Granval : Mme Langeac
- 1926 : La Carcasse de Denys Amiel et André Obey : Victorine
- 1928 : Le Quatrième de Martial-Piéchaud, Comédie-Française
- 1932 : La Rente viagère de Gabriel d'Hervilliez, théâtre Pigalle
- 1933 : Monsieur Vernet de Jules Renard, mise en scène Charles Granval
- 1936 : Les Femmes savantes de Molière : Bélise
- 1937 : Chacun sa vérité de Luigi Pirandello, mise en scène Charles Dullin, Comédie-Française
- 1937 : Le Légataire universel de Jean-François Regnard, mise en scène Pierre Dux, Comédie-Française
- 1938 : La Robe rouge d'Eugène Brieux, Comédie-Française
- 1938 : Les Fausses Confidences de Marivaux, mise en scène Maurice Escande, Comédie-Française
- 1938 : Ruy Blas de Victor Hugo, mise en scène Pierre Dux, Comédie-Française
- 1938 : Cyrano de Bergerac d'Edmond Rostand, mise en scène Pierre Dux, Comédie-Française
- 1939 : Monsieur Vernet de Jules Renard : Pauline
- 1939 : La Belle Aventure de Gaston Arman de Caillavet, Robert de Flers, Étienne Rey, Comédie-Française
- 1939 : Le Mariage de Figaro de Beaumarchais, mise en scène Charles Dullin, Comédie-Française
- 1940 : On ne badine pas avec l'amour d'Alfred de Musset, mise en scène Pierre Bertin, Comédie-Française
- 1941 : Le Misanthrope de Molière : Arsinoé
- 1941 : Feu la mère de Madame de Georges Feydeau, mise en scène Fernand Ledoux, Comédie-Française
- 1943 : Le Chevalier à la mode de Florent Carton dit Dancourt, mise en scène Jean Meyer, Comédie-Française
- 1944 : Ruy Blas de Victor Hugo, mise en scène Pierre Dux, Comédie-Française
- 1947 : Les Fausses Confidences de Marivaux, mise en scène Jean-Louis Barrault, théâtre des Célestins

### Après la Comédie-Française
- 1947 : Le Procès d'après Franz Kafka, mise en scène Jean-Louis Barrault, théâtre Marigny
- 1948 : Thérèse Raquin de Marcelle Maurette d'après Émile Zola, mise en scène Paule Rolle, théâtre du Gymnase
- 1948 : Le Voleur d'enfants de Jules Supervielle, mise en scène Raymond Rouleau, théâtre de l'Œuvre
- 1949 : Élisabeth d'Angleterre de Ferdinand Bruckner, mise en scène Jean-Louis Barrault, théâtre Marigny
- 1949 : La Galette des Rois de Roger Ferdinand, mise en scène Jean Wall, théâtre Daunou
- 1951 : On ne badine pas avec l'amour d'Alfred de Musset, mise en scène Jean-Louis Barrault, théâtre Marigny
- 1952 : J'y suis, j'y reste de Raymond Vincy et Jean Valmy, mise en scène Jacques Baumer, théâtre des Célestins